# Abd-ar-Rahman Sanxuelo
Al-Mamun Abd-ar-Rahman ibn Muhàmmad ibn Abi-Àmir (àrab: المأمون عبد الرحمن بن محمد بن أبي عامر, al-Maʾmūn ʿAbd ar-Raḥmān b. Muḥammad b. Abī ʿĀmir), més conegut com Abd-ar-Rahman Sanxuelo pel seu malnom Xanjul (àrab: شنجول, Xanjūl), arabització del romanç Sanxuelo, literalment ‘petit Sanç’, fou fill del famós Almansor i hàjib de l'Àndalus omeia. Va prendre el làqab de Nàssir-ad-Dawla (àrab: ناصر الدولة, Nāṣir ad-Dawla).
Portava el malnom Sanxuelo perquè era, per part de mare, net de Garcia Sanxes II de Navarra, rei de Pamplona. A la mort del seu germà gran Abd-al-Màlik al-Mudhàffar (1008) el va succeir com a hàjib. Al-Mudhàffar preparava una expedició contra Castella, quan va morir d'una malaltia de pit a la vora del riu Guadimellato, prop de Còrdova (20 d'octubre del 1008) i els rumors deien que havia estat enverinat pel seu germanastre Abd-ar-Rahman Sanxuelo. Aquest va obligar el califa Hixam al-Muàyyad bi-L·lah a atorgar-li el nomenament de hàjib.
Estava poc dotat pel comandament i era molt vanitós; aviat es va guanyar l'oposició popular on ja no era simpàtic per les seves tendències amazigòfiles. Primer va obligar el califa Hixam II a nomenar-lo com a hereu a la corona (novembre del 1008) cosa que va desagradar al poble. A l'hivern, contra tota lògica, va decidir sortir en expedició contra el regne de Lleó, i llavors l'oposició es va organitzar i va esclatar una revolta, instigada per Muhàmmad al-Mahdí bi-L·lah, oncle del califa Hixam, i amb suport del grup conegut com els marwanesos, mentre que el partit dels esclavons donava suport a Sanxuelo. Els rebels es van apoderar de l'alcàsser i van obligar a Hixam II a abdicar i van proclamar califa a Muhàmmad al-Mahdí (finals del 1008 o principis del 1009). La primera preocupació d'aquest fou saquejar la residència dels amírides, la família d'Almansor, a Madīnat al-Zahrā.
Sanxuelo encara disposava de l'exèrcit i va trigar temps a decidir què feia. Finalment va decidir retornar a la capital per recuperar el poder, però de camí les seves forces el van abandonar i fou capturat prop de la ciutat per emissaris del nou califa, que el van matar el 3 de març del 1009.